# Міжнародний симпозіум із візуалізації графів

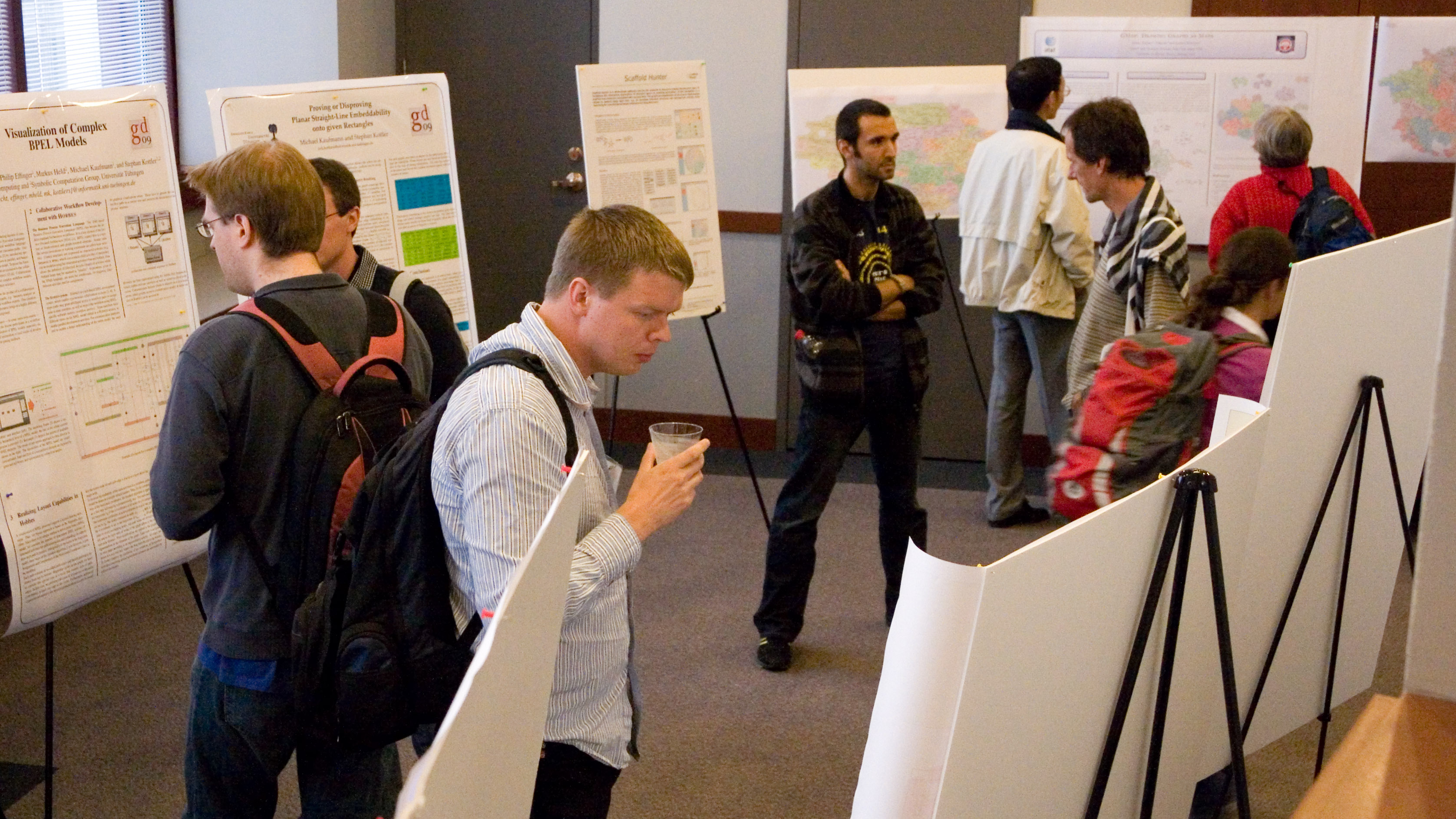
Стендова доповідь симпозіуму з візуалізації графів 2009 року в Чикаго

Міжнародний симпозіум із візуалізації графів (англ. Symposium on Graph Drawing, GD) — щорічна наукова конференція, на якій дослідники репрезентують відрецензовані статті з візуалізації графів, візуалізації інформації в мережах, геометричної теорії графів та пов'язаних тем.

## Важливість
Симпозіуми з візуалізації графів дуже вплинули на зростання та розвиток галузі дослідження з візуалізації графів. Герман, Меланкон і Маршалл писали: «Спільнота з візуалізації графів виросла зі щорічних симпозіумів». Нгуєн згадав симпозіуми з візуалізації графів як одні з «кількох хороших конференцій, які прямо чи опосередковано мають справу з візуалізацією інформації», а Вонг та інші вказали, що проведення симпозіумів «забезпечує достаток інформації». 2003 року симпозіуми були серед вищих 30 % місць публікації статей з інформатики, ранжованих за імпакт-фактором.

## Історія
Перший симпозіум проведено 1992 року в Марино неподалік Риму (Італія). Симпозіум організували Джузеппе Ді Батіста, Пітер Ідс, П'єр Розенштіль та Роберто Тамасія. Перші два симпозіуми матеріалів не публікували, але звіти доступні онлайн. Від 1994 року матеріали симпозіумів публікувалися в серії книг Lecture Notes in Computer Science видавництва Springer-Verlag.
Конференції проводилися в Австралії, Австрії, Канаді, Чехії, Франції, Німеччині (двічі), Греції, Ірландії, Італії (тричі) та США (п'ять разів).

## Дані про цитування та їх аналіз
На симпозіумі 2001 року в обговоренні представлено граф цитування, вершинами якого є статті симпозіумів з візуалізації графів 1994—2000 років, а ребрами — цитування одних статей іншими. Найбільша зв'язна компонента цього графа складається з 249 вершин та 642 дуг. Кластерний аналіз виявив у цьому графі деякі значущі сильно зв'язні підрозділи, серед яких тривимірна візуалізація графів і ортогональна візуалізація.
1. ↑  Herman, Melançon, Marshall, 2000, с. 24–43.
2. ↑  Nguyen, 2005.
3. ↑  Wong, Chin, Foote, Mackey, Thomas, 2006, с. 67–74.
4. ↑  Estimated impact of publication venues in Computer Science [Архівовано 2010-06-09 у Wayback Machine.], CiteSeer, May 2003
5. ↑  Report from 1992 symposium [Архівовано 2016-09-27 у Wayback Machine.] and 1993 symposium [Архівовано 2016-09-27 у Wayback Machine.].
6. ↑  Listing of GD conference proceedings [Архівовано 2015-01-03 у Wayback Machine.] у DB&LP.
7. ↑  Biedl, Brandenburg, 2002, с. 513–522.
8. ↑  Brandes, Willhalm, 2002, с. 159–164.